# Fabianska strategin

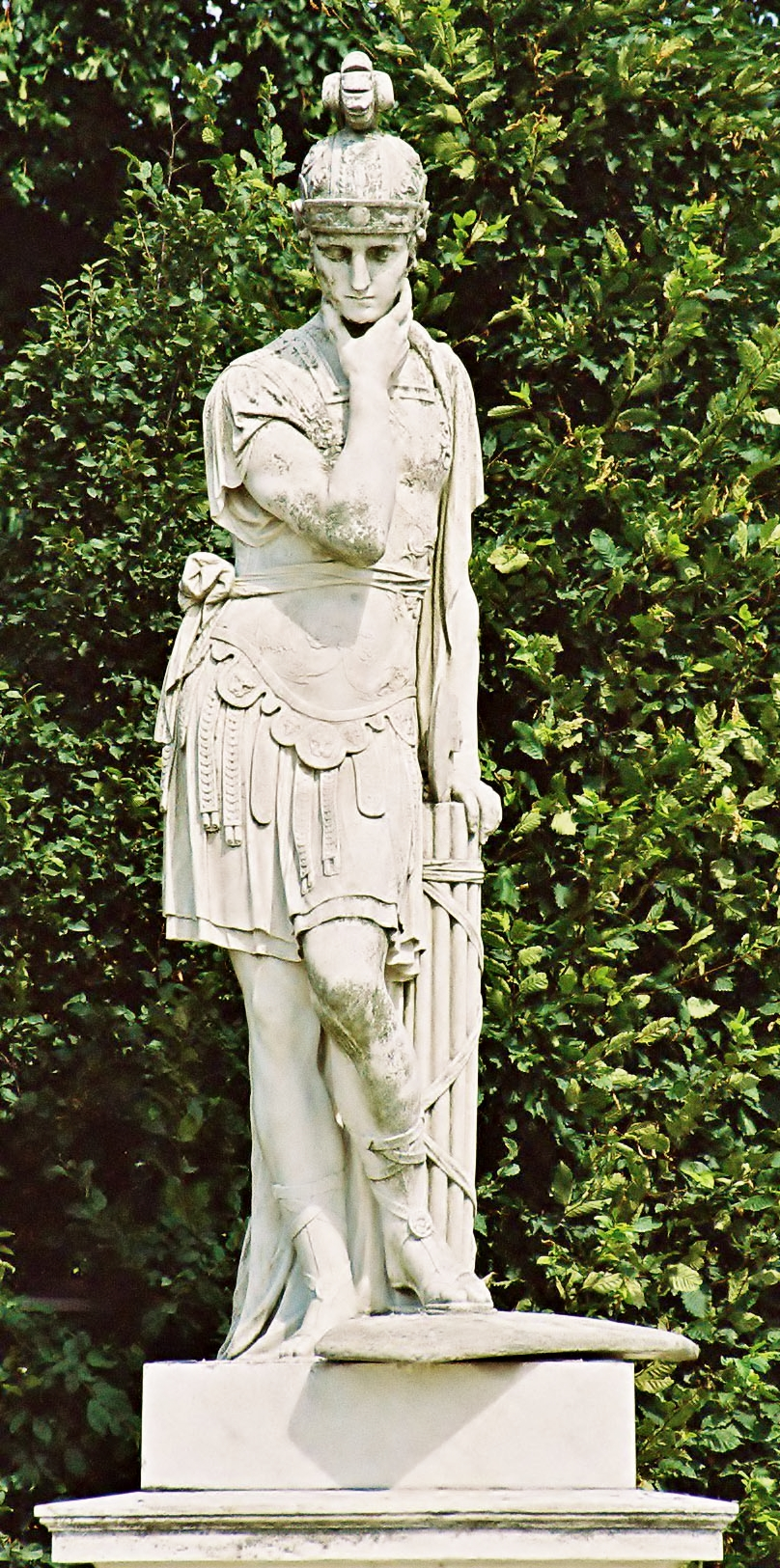
Quintus Fabius Maximus vars strategi att fördröja till slut besegrade Hannibal.

Den fabianska strategin är en militär strategi som går ut på att undvika fältslag och frontalattacker och att istället nöta ut motståndaren. Genom att undvika avgörande slag, stör den sida som använder strategin sin motståndare med mindre skärmytslingar, störningar av logistiken och påverkan av moralen. Den här strategin används av stridande parter som har tiden på sin sida eller när det inte finns något annat alternativ.

## Händelseförlopp
Den fabianska strategin har fått sitt namn från den romerska diktatorn Quintus Fabius Maximus, som fick uppdraget att slå den store kartagiske härföraren Hannibal i södra Italien under det Andra puniska kriget (218–202 f.Kr.). Vid början av kriget korsade Hannibal Alperna under vintertid och invaderade Italien. Tack vare sin skicklighet, åstadkom Hannibal regelbundet förkrossande förluster för romarna, trots att dessa var i numerärt överläge, t.ex. i slagen vid Trebia respektive Trasimenska sjön. Efter dessa förluster utsåg romarna Fabius Maximus som diktator. Fabius inledde ett utnötningskrig som var avsett att utnyttja Hannibals strategiska svagheter.
Hannibal led av två specifika svagheter. Den ena var att han, i egenskap av ledare för en invasionsstyrka, var avskuren från sitt hemland, vilket gjorde det svårt att frakta förnödenheter sjövägen. Hans enda hopp att förstöra Rom var att få hjälp av Roms allierade. Så länge som italienarna fortsatte att vara lojala mot Rom, kunde Hannibal inte vinna, men om romarna skulle fortsätta förlora, skulle Roms allierade sluta att vara lika lojala. Fabius Maximus beslöt att undvika Hannibal vid slagfältet, därigenom skulle han kunna förneka Hannibal vinster. Han resonerade så att Hannibals långa logistikvägar och kostnaderna för att hålla den kartageniska armén i fält betydde att Rom hade tiden på sin sida. Fabius Maximus skuggade enbart Hannibals trupper och undvek strider. Genom att manövrera armén till bergstrakterna försvann Hannibals fördelar med kavalleriet. Invånare i de små byarna i norr uppmuntrades att ställa ut utkikar, så att de kunde samla ihop sina betesdjur och ägodelar och ta sin tillflykt till befästa städer. Han genomförde dessutom små anfall som tröttade ut invasionsstyrkorna och avskräckte Roms allierade från att gå över till fienden.
Hannibals andra svaghet var att stora delar av hans armé utgjordes av legoknektar från Gallien och den Iberiska halvön, som inte var särskilt lojala till Hannibal, även om de ogillade Rom. De var dock dåligt rustade för belägringar, både vad gäller utrustning och tålamod. Istället ville de ha snabba, överväldigande slag och räder av byar, ungefär som landbaserade pirater. Rom med sina höga murar var därför säkert eftersom det skulle krävas en lång belägring. 
Fabius Maximus strategi ansågs feg, i synnerhet med tanke på hans förfäders segrar, men den lyckades till slut besegra Hannibal. Politiskt innebar Fabius Maximus strategi ett misslyckande och han fråntogs sin roll som diktator. Roms efterträdare, Gaius Terentius Varro, ledde den romerska armén in i det ödesdigra slaget vid Cannae. När romarna upplevde denna förlust och flera andra slag, lärde de sig sin läxa och började använda Fabius Maximus strategi.

## Senare användning
Såväl Bertrand du Guesclin under hundraårskriget som George Washington använde sig av den fabianska strategin mot sina fiender. I Ryssland användes en liknande teknik, som baserades på landets geografiskt vidsträckta storlek, den brända jordens taktik. Modern gerillakrigföring går ofta ut på liknande strategier.